# Pentecostal Fellowship of Nigeria
Die Pentecostal Fellowship of Nigeria ist der Dachverband der  Pfingstkirchen  Nigerias. Er wurde 1991 gegründet und ihm gehören 82 verschiedene Kirchen an. Der derzeitige nationale Präsident ist Pastor Ayo Oritsejafor, Generalsekretär ist Bischof Joseph Ojo.
Die PFN bildet einen von fünf Flügeln innerhalb der Christian Association of Nigeria (CAN), dem Dachverband aller christlichen Organisationen Nigerias.
Zu den Gründungsmitgliedern gehörten der Groß-Evangelist Benson Idahosa, der auch der erste Vorsitzende der Organisation war, und Pastor E.A. Adeboye, Vorsitzender der Redeemed Christian Church of God, einer der größten Pfingstkirchen Nigerias.

## Ziele und Aufgaben
- Verstärkung der Zusammenarbeit zwischen den Mitgliedskirchen
- Kooperation mit anderen christlichen Organisationen
- Verbreitung der christlichen Lehre und Propagierung christlicher Werte innerhalb Nigerias
- Zusammenarbeit mit der Regierung und Regierungsbehörden in Hinblick auf die Wahrung der Religionsfreiheit und der ungehinderten Ausübung der Religion
- Repräsentation der Pfingstbewegung Nigerias als deren Organ und Sprachrohr
- Aufstellung dogmatischer und ethischer Standards, zu denen sich die Mitglieder verpflichten müssen
- Organisation nationaler Programme, wie einer Konferenz der Pfingstkirchen, Seminare, Schulungen und Kundgebungen

## Aktivitäten
Die PFN erregte in der Vergangenheit mehrmals durch radikale Stellungnahmen bezüglich bestimmter christlicher Kirchen und Prediger nationales Aufsehen. So verurteilte sie z. B. den weltweit bekannten Heiler T. B. Joshua als Betrüger und verweigerte seiner Kirche, der Synagogue Church of All Nations, die Mitgliedschaft. Pastoren und Kirchen innerhalb der PFN, die Kontakt zu T. B. Joshua hielten, drohte sie Ausschluss und Sanktionen an. 
In vehementer Form verurteilte die PFN mehrfach die Behinderung christlicher Religionsausübung in den islamisch dominierten Nordprovinzen Nigerias und ermahnte die Regierung zur Durchsetzung der in der Verfassung garantierten Religionsfreiheit. Kritische Medien verdächtigen die PFN dagegen, dass sie entgegen ihren Beteuerungen, sich für Religionsfreiheit einzusetzen, aus Nigeria einen christlich-fundamentalistischen Staat machen wolle.